# Yoda
Yoda is een personage uit de Star Wars-saga. Yoda is te zien in Episode I, II, III, V, VI en VIII. Hij is een groene Jedimeester en is lid van de Jedi-orde en de Jediraad. Op het gebied van wijsheid is Yoda de sterkste Jedi ooit. Zijn reputatie van sterkste Jedimeester is welverdiend vanwege het grote aantal Jediridders dat hij heeft getraind.
Yoda trainde onder andere Graaf Dooku en Luke Skywalker. Hij is een van de sterkste karakters.

## De creatie van 'Yoda'
Naar George Lucas' eigen zeggen was het personage van Yoda bij het uitbrengen van de eerste Star Wars-film Episode IV nog niet bedacht. Doordat Obi-Wan Kenobi stierf in Episode IV en daardoor in de volgende twee films geen les meer aan Luke Skywalker kon geven, moest een nieuwe Jedi Meester verzonnen worden. De te verzinnen Jedi moest een groot strijder zijn, een van de grootste Jediridders die ooit geleefd had. Juist om die reden zocht Lucas naar een personage dat op het eerste gezicht juist leek op het tegenovergestelde: klein van stuk en allesbehalve imponerend. Hij klopte aan bij het bedrijf van Jim Henson en samen met poppenmaker Nick Maley ontwikkelden ze een soort muppet/pop, genaamd Yoda.
Er werd geprobeerd om de pop een goed uitgewerkt en "echt" karakter mee te geven: de grootste angst van Lucas was namelijk dat Yoda ongeloofwaardig zou overkomen ten opzichte van de rest van de film. Yoda bleek tot zijn vreugde uiteindelijk een schot in de roos. Voor de stem van de pop werd Frank Oz aangetrokken. Deze zou uiteindelijk voor alle verdere films zijn stem aan Yoda blijven geven.
Yoda was aanvankelijk, in de Episodes V, VI en I, een pop, in de twee meest recente episodes, II en III, werd hij middels computeranimatie tot leven gebracht. Dit leverde nieuwe mogelijkheden op voor het personage, dat zich voortaan beter kon voortbewegen, en waardoor hij ook deel kon nemen aan vechtscènes. Tijdens de blu-ray-editie van The Complete Star Wars Saga (I, II, III, IV, V en VI) is Yoda ook digitaal gemaakt voor Episode I. Het was altijd de bedoeling geweest om Yoda digitaal te maken voor Episode I, maar de technieken waren rond 1999 niet goed genoeg om dat te kunnen realiseren.

## Biografie

### Algemeen
Yoda was ooit een Senior Member van de Jediraad, een titel en rang die maar door twee Jedi tegelijkertijd kan worden gedeeld. Er is er niet veel bekend over Yoda’s leven van voor Episode I.
Aan het begin van de saga, ten tijde van de Episodes I, II en III (32 BBY-19 BBY), was Yoda Senior Member samen met Mace Windu, een van de meest gerespecteerde leden binnen de Jedi Raad. Samen met Windu heeft Yoda contacten en vergaderingen met senatoren van de Galactische Senaat en de Kanselier zelf. Yoda traint vooral veel van de jonge Jedi in de Jedi Tempel voordat ze worden toegewezen aan een Jedi Meester.
Hoewel Yoda werd gezien als strenge meester, hielden al zijn studenten van hem en hadden ze veel respect voor zijn manier van leven en voor zijn idealen. Yoda heeft veel Jedi getraind en daardoor veel ervaring opgebouwd.

## Episode I: The Phantom Menace
Ten tijde van Episode I is Yoda al meer dan 800 jaar oud. De Sith beginnen in deze periode meer macht te krijgen. Yoda waarschuwt vaak voor de gevaren en onduidelijkheden van de Duistere Kant. Ondanks zijn grote beheersing van De Kracht lukt het Yoda echter niet om erachter te komen dat Senator Palpatine van Naboo de Sith Meester achter de Duistere Kant is. Op het moment dat de Jedi-meester Qui-Gon Jinn gedood wordt door Darth Maul, voelt Yoda wel dat er nog een Sith Lord is. Yoda komt in contact met Anakin Skywalker, die dan nog maar negen jaar oud is. Volgens Qui-Gon is hij de Uitverkorene, die balans zal brengen in de Kracht en de Sith zal verslaan. Yoda heeft echter zijn twijfels en voelt veel angst in Skywalker: Fear leads to anger, anger leads to hate, hate leads to... suffering (Angst leidt tot woede, woede leidt tot haat, haat leidt tot... lijden). Toch stemt Yoda en de Raad toe in het trainen van Skywalker onder Obi-Wan Kenobi.

## Episode II: Attack of the Clones
In Episode II voorziet Yoda een nieuwe oorlog. De Jedi-meester Graaf Dooku, een oude leerling van Yoda, heeft na de dood van Qui-Gon Jinn de Jedi-raad verlaten. Graaf Dooku heeft een verbond gesloten met belangrijke handelsorganisaties en verklaart de Galactische Republiek de oorlog. Hij krijgt steeds meer macht over duizenden stelsels. Als deze stelsels zich proberen af te scheiden van de Galactische Republiek wordt er gelijktijdig een mislukte aanslag gepleegd op de senator van Naboo, Padmé Amidala. De Jedimeester Obi-Wan Kenobi gaat op zoek naar de dader en komt erachter dat er ondertussen een gigantisch kloonleger wordt gemaakt voor de Republiek. Zijn speurtocht leidt via een omweg naar Geonosis. Daar wordt een ander leger gebouwd, onder het bevel van Graaf Dooku. Obi-Wan Kenobi wordt aangevallen en gearresteerd. Yoda probeert samen met Mace Windu Kenobi te redden en Graaf Dooku te stoppen. Mace Windu reist met 200 Jedi-ridders naar Geonosis, maar hij verliest de strijd, en bijna al zijn Jedi-ridders worden gedood. Als hij met de laatste 15 overlevenden wordt omsingeld, verschijnen er opeens schepen vol kloonsoldaten, en Yoda. Na een heftige strijd moet Graaf Dooku zich terugtrekken. Anakin Skywalker en Obi-Wan Kenobi (inmiddels bevrijd) achtervolgen hem maar kunnen niet op tegen de krachten en ervaring van Dooku. Yoda komt net op tijd om hen te redden en gaat het gevecht aan met Graaf Dooku. Yoda verslaat Dooku, maar toch kan Dooku nog ontsnappen. Na dit gevecht om Geonosis begint de oorlog tussen de Galactische Republiek, met Jedi-ridders, geholpen door de Clone Troopers, tegen de Separatisten, onder leiding van Dooku, die droids als hun soldaten hebben.

## Episode III: Revenge of the Sith
In Episode III zet Darth Sidious zijn strategie voort om zijn keizerrijk te beginnen. Hij slaagt erin om Anakin Skywalker vanuit het Jedikamp naar zijn kant over te laten lopen en brengt met zijn hulp veel Jediridders om het leven. Yoda en Obi-Wan Kenobi weten aan de brute moordpartij te ontkomen en ontdekken tot hun afschuw wat er gaande is (hun eigen kloontroepen keren zich tegen de Jedi door bevel 66 van Palpatine). Yoda gaat eerst het gevecht aan met Darth Sidious in de Galactische Senaat, maar verliest dit. Daarop vlucht hij naar de planeet Dagobah, waar hij in ballingschap vele jaren zal doorbrengen.

## Episode V: The Empire Strikes Back
In Episode V wordt Yoda bezocht door Luke Skywalker, de zoon van Anakin. Yoda weet dat Luke de enige persoon is die de balans kan herstellen tussen goed en kwaad. Yoda besluit Luke eerst te testen door niet te onthullen wie hij werkelijk is en ontdekt al snel dat Luke net zo impulsief is als zijn vader. Derhalve is Yoda eerst tegen het plan Luke te trainen, maar de geest van Obi-Wan weet hem om te praten. Yoda slaagt erin om van Luke een Jediridder te maken. Hoewel Luke in de ogen van Yoda te vroeg weggaat om verder te vechten tegen het Galactische Keizerrijk, keert Luke later terug om zijn training af te maken.

## Episode VI: Return of the Jedi
In Episode VI keert Luke nog eenmaal terug naar Yoda, die inmiddels sterk verzwakt is door ouderdom. Yoda vertelt Luke dat zijn training is afgerond, maar dat hij pas een echte Jedi kan worden als hij zijn vader verslaat. Kort hierna sterft Yoda op 900-jarige leeftijd en wordt één met "De Kracht". Yoda's dood is uniek voor een Star Wars-film, omdat hij het enige personage is dat een rustige, natuurlijke dood sterft. Aan het eind van Episode VI keert Yoda’s geest nog even terug, samen met de geesten van Obi-Wan Kenobi en Anakin Skywalker.

## Episode VII: The Force Awakens
In Episode VII is Yoda's stem te horen in een visioen dat Rey krijgt na het aanraken van het lichtzwaard van Anakin/Luke in de kerkers van het fort van piraat Maz Kanata.

## Episode VIII: The Last Jedi
In Episode VIII komt Yoda terug tijdens het verblijf van Rey op Ach-to in de vorm van een Forcegeest. Dit gebeurt omdat Luke vertrouwen verliest in Rey. Yoda laat een Bliksemschicht inslaan op een deel van de oude Jedi-tempel op het eiland.

## Yodataal
Yoda heeft de neiging om in zijn spraakgebruik het lijdend voorwerp voor onderwerp en persoonsvorm te plaatsen. In plaats van "We must destroy the Sith" zegt Yoda "Destroy the Sith we must".

## Yoda’s naam
Yoda’s naam is net als veel andere namen uit Star Wars waarschijnlijk etymologisch afgeleid uit een oude taal. In Yoda's geval is dit waarschijnlijk het Sanskriet "yoddha" (krijger) of het Hebreeuws "yodea" (hij die weet).

## Star Wars: The Clone Wars
Yoda heeft een grote rol in de film (2008) en de animatieserie Star Wars: The Clone Wars, die zich afspeelt tussen Episode II en Episode III.

## Persiflages
Het personage van Yoda is meerdere keren gepersifleerd, onder meer:
- in de komische sf-parodie Spaceballs bevindt zich het alwetende personage "Yoghurt".
- door de Britse comédienne Dawn French. Zij speelde Yoda in de Star Wars-persiflage The Phantom Millennium van French and Saunders, die in 1999 als Kerstspecial voor het eerst werd uitgezonden. Jennifer Saunders speelde daarin een persiflage op Qui-Gon Jinn.
- in het lied Yoda van "Weird Al" Yankovic, als parodie op Lola van The Kinks: "'I met him in a swamp down in Dagobah, where it bubbles all the time like a giant carbonated soda'"
- en door Carlo Boszhard in De TV Kantine als Yoda.